# Familia Nintendo DS
La Familia Nintendo DS fue una línea de videoconsolas portátiles, desarrollada y vendida por Nintendo de 2004 hasta 2013. Sucedió a la Familia Game Boy Advance y fue sucedida por la Familia Nintendo 3DS en 2011.
Inicialmente lanzada como una plataforma experimental subsidiaria a la Familia Game Boy, la Familia Nintendo DS pronto se reemplazó como la línea de consolas portátiles buque insignia de Nintendo. Presentando e interaccionando con muchos de la serie de juegos que se ven en las líneas de consolas de sobremesa de la compañía, la Familia Nintendo DS ha a menudo representado el aumento de las ventas de sistema de la unidad de la compañía durante el curso de su historia.
En su tiempo, la PlayStation Portable de Sony fue el competidor de mercado principal. Hubo cuatro modelos diferentes de la Familia Nintendo DS en el mercado: el original Nintendo DS, el Nintendo DS Lite, así como el Nintendo DSi y su variante Nintendo DSi XL. La Familia Nintendo DS ha sido altamente exitosa, continuando la tendencia de su predecesor, la Familia Game Boy. Con más de 154 millones de unidades vendieron en todo el mundo, los modelos Nintendo DS son las consolas de mano que venden mejores, y la segunda consola que vende mejor en general detrás del PlayStation 2 de Sony.

## Comparación
| Nombre                     | Nintendo DSi XL | Nintendo DSi | Nintendo DS Lite | Nintendo DS |
| Logotipo                   | | | | |
| -------------------------- | --- | --- | --- | --- |
| Consola                    | Nintendo DSi XL | An opened clamshell dual-screen handheld device. A camera is embedded in the internal hinge. | Nintendo DS Lite | An original Nintendo DS |
| En producción              | Descontinuado | Descontinuado | Descontinuado | Descontinuado |
| Generación                 | Séptima generación | Séptima generación | Séptima generación | Séptima generación |
| Lanzamiento                | - JP 21 de noviembre de 2009 - EU 5 de marzo de 2010 - NA 28 de marzo de 2010 - AUS 15 de abril de 2010 | - JP 1 de noviembre de 2008 - AUS 2 de abril de 2009 - EU 3 de abril de 2009 - NA 5 de abril de 2009 | - JP 2 de marzo de 2006 - AUS 1 de junio de 2006 - NA 11 de junio de 2006 - EU 23 de junio de 2006                      | - NA 21 de noviembre de 2004 - JP 2 de diciembre de 2004 - AUS 24 de febrero de 2005 - EU 11 de marzo de 2005                  |
| Precio de lanzamiento      | ¥20,000 US$189.99 €179.99 £159.99 A$299.95 | ¥18,900 US$169.99 €169.99 £149.99 A$299.95 | ¥16,800 US$129.99 €149.99 £99.99 A$199.95                                                                               | ¥15,000 US$149.99 €149.99 £99.99 A$199.95                                                                                      |
| Unidades vendidas          | En todo el mundo: 154,01 millones (a 30 de septiembre de 2014) | En todo el mundo: 154,01 millones (a 30 de septiembre de 2014) | En todo el mundo: 154,01 millones (a 30 de septiembre de 2014)                                                          | En todo el mundo: 154,01 millones (a 30 de septiembre de 2014)                                                                 |
| Videojuego más vendido     | New Super Mario Bros., 30,75 millones de unidades (a 31 de marzo de 2014) | New Super Mario Bros., 30,75 millones de unidades (a 31 de marzo de 2014) | New Super Mario Bros., 30,75 millones de unidades (a 31 de marzo de 2014)                                               | New Super Mario Bros., 30,75 millones de unidades (a 31 de marzo de 2014)                                                      |
| Pantalla                   | 4.2 in (107 mm) | 3.25 in (83 mm) | 3.12 in (79 mm) | 3.0 in (76 mm) |
| Pantalla                   | 256 × 192 px (aplicación precargada) | | | |
| Pantalla                   | 262.144 colores | | | |
| Pantalla                   | 5 niveles de brillo | 5 niveles de brillo | 4 niveles de brillo | Backlight On/Off toggle |
| Procesador                 | 133 MHz ARM946E-S y 33.514 MHz ARM7TDMI | 133 MHz ARM946E-S y 33.514 MHz ARM7TDMI | 67.028 MHz ARM946E-S y 33.514 MHz ARM7TDMI                                                                              | 67.028 MHz ARM946E-S y 33.514 MHz ARM7TDMI                                                                                     |
| Memoria                    | 16 MB PSRAM | 16 MB PSRAM | 4 MB SRAM (ampliable mediante ranura Game Boy Advance)                                                                  | 4 MB SRAM (ampliable mediante ranura Game Boy Advance)                                                                         |
| Cámara                     | Orientados hacia delante y hacia afuera de cara al 0.3 sensores MP | Orientados hacia delante y hacia afuera de cara al 0.3 sensores MP | — | — |
| Almacenamiento             | Ampliable hasta 32 GB a través de ranura para tarjetas SD/SDHC | Ampliable hasta 32 GB a través de ranura para tarjetas SD/SDHC | — | — |
| Medios físicos             | Tarjetas DS (NTR y TWL) (8-512 MB) | Tarjetas DS (NTR y TWL) (8-512 MB) | Tarjetas DS (solo NTR) (8-512 MB) Game Boy Advance Game Cartridge (2-32 MB)                                             | Tarjetas DS (solo NTR) (8-512 MB) Game Boy Advance Game Cartridge (2-32 MB)                                                    |
| Controles de entrada       | - Cruceta - Botones A/B/X/Y, L/R, y START/SELECT - Pantalla táctil - Micrófono - Cámara | - Cruceta - Botones A/B/X/Y, L/R, y START/SELECT - Pantalla táctil - Micrófono - Cámara | - Cruceta - Botones A/B/X/Y, L/R, y START/SELECT - Pantalla táctil - Micrófono                                          | - Cruceta - Botones A/B/X/Y, L/R, y START/SELECT - Pantalla táctil - Micrófono                                                 |
| Batería                    | Batería de iones de litio de 1050 mAh - 13–17 horas (en el ajuste de brillo más bajo) - 4–5 horas (en la más brillante) | Batería de iones de litio de 840 mAh - 9–14 horas (en el ajuste de brillo más bajo) - 3–4 horas (en la más brillante) | Batería de 1000 mAh de iones de litio - 15–19 horas (en el ajuste de brillo más bajo) - 5–8 horas (en la más brillante) | Batería de iones de litio de 850 mAh - 6–10 horas (determinado por el brillo de pantalla, inalámbrica, y el volumen de sonido) |
| Conectividad               | - 802.11b/g integrado (solo es compatible con redes WEP o no cifrados mientras que los juegos de Nintendo DS regulares) | - 802.11b/g integrado (solo es compatible con redes WEP o no cifrados mientras que los juegos de Nintendo DS regulares) | - 802.11 integrado (modo tradicional) (solo es compatible con WEP o redes no cifradas)                                  | - 802.11 integrado (modo tradicional) (solo es compatible con WEP o redes no cifradas)                                         |
| Lápiz táctil               | 96 mm (3,8 plg) long × 4,9 mm (0,2 plg) wide | 92 mm (3,6 plg) long × 4,9 mm (0,2 plg) wide | 87,5 mm (3,4 plg) long × 4,9 mm (0,2 plg) wide                                                                          | 75 mm (3 plg) long × 4 mm (0,2 plg) wide                                                                                       |
| Peso                       | 314 gramos (11,1 oz) | 214 gramos (7,5 oz) | 218 gramos (7,7 oz) | 275 gramos (9,7 oz) |
| Dimensiones                | 161 mm (6,3 plg) W 91,4 mm (3,6 plg) D 21,2 mm (0,8 plg) H | 137 mm (5,4 plg) W 74,9 mm (2,9 plg) D 18,9 mm (0,7 plg) H | 133 mm (5,2 plg) W 73,9 mm (2,9 plg) D 21,5 mm (0,8 plg) H                                                              | 148,7 mm (5,9 plg) W 84,7 mm (3,3 plg) D 28,9 mm (1,1 plg) H                                                                   |
| Servicios en línea         | Nintendo Wi-Fi Connection - Nintendo DSi Shop - Nintendo DSi Browser - Nintendo Zone | Nintendo Wi-Fi Connection - Nintendo DSi Shop - Nintendo DSi Browser - Nintendo Zone | Nintendo Wi-Fi Connection - Nintendo DS Browser                                                                         | Nintendo Wi-Fi Connection - Nintendo DS Browser                                                                                |
| Aplicaciones preinstaladas | - Nintendo DS/DSi Game Card launcher - DS Download Play - PictoChat - Flipnote Studio - Nintendo DSi Browser - Nintendo DSi Camera - Nintendo DSi Shop (cerrada) - Nintendo DSi Sound - Brain Age Express: Arts & Letters/A Little Bit of... Brain Training Arts Edition - Dictionary 6 in 1 with Camera Function (UK) - Clubhouse Games Express: Card Classics (Aus) - Photo Clock (Aus) - System Settings | - Nintendo DS/DSi Game Card launcher - Brain Age Reading - Brain Age Math - DS Download Play - Nintendo DSi Browser - Nintendo DSi Camera - Nintendo DSi Shop (Cerrada) - Nintendo DSi Sound - PictoChat - Flipnote Studio - System Settings | - DS Download Play - PictoChat - System Settings                                                                        | - DS Download Play - PictoChat - System Settings                                                                               |
| Bloqueo regional           | solo tarjetas DSi | solo tarjetas DSi | No | No |
| Retrocompatibilidad        | — | — | Game Boy Advance Game Pak (solo modo de un jugador)                                                                     | Game Boy Advance Game Pak (solo modo de un jugador)                                                                            |